# Нью-Іпсвіч (Нью-Гемпшир)
Нью-Іпсвіч (англ. New Ipswich) — місто (англ. town) в США, в окрузі Гіллсборо штату Нью-Гемпшир. Населення — 5204 особи (2020).

## Демографія
Згідно з переписом 2010 року, у місті мешкало 5099 осіб у 1756 домогосподарствах у складі 1319 родин. Було 1916 помешкань
Расовий склад населення:
| - 97,9 % — білих - 0,3 % — азіатів - 0,2 % — корінних американців - 0,2 % — чорних або афроамериканців - 0,1 % — вихідців з тихоокеанських островів |

До двох чи більше рас належало 1,2 %. Частка іспаномовних становила 1,7 % від усіх жителів.
За віковим діапазоном населення розподілялося таким чином: 28,4 % — особи молодші 18 років, 62,8 % — особи у віці 18—64 років, 8,8 % — особи у віці 65 років та старші. Медіана віку мешканця становила 36,5 року. На 100 осіб жіночої статі у місті припадало 104,8 чоловіків;  на 100 жінок у віці від 18 років та старших — 101,6 чоловіків також старших 18 років.
Середній дохід на одне домашнє господарство  становив 105 089 доларів США (медіана — 84 070), а середній дохід на одну сім'ю — 112 773 долари (медіана — 90 192). Медіана доходів становила 57 236 доларів для чоловіків та 35 625 доларів для жінок. За межею бідності перебувало 2,8 % осіб, у тому числі 4,9 % дітей у віці до 18 років та 6,5 % осіб у віці 65 років та старших.
Цивільне працевлаштоване населення становило 2819 осіб. Основні галузі зайнятості: будівництво — 21,3 %, освіта, охорона здоров'я та соціальна допомога — 18,7 %, науковці, спеціалісти, менеджери — 13,3 %, виробництво — 12,4 %.